# Spirorbis recta
Spirorbis recta är en ringmaskart som beskrevs av Wood in Mörch 1863. Spirorbis recta ingår i släktet Spirorbis och familjen Serpulidae. Inga underarter finns listade i Catalogue of Life.